# Водопады Агуа-Асуль
Агуа-Асуль (исп. Cascadas de Agua Azul) — зона охраны флоры и фауны в Мексике в штате Чьяпас.

## Описание
Водопады находятся на реках Агуа-Асуль (Пашилья) и Шумульха. Общая длина последовательности каскадов превышает 15 км.
Водопады образованы притоками рек Отулун, Шумульха и Тулиха, образующими неглубокие каньоны с отвесными скалами, которые и создают эти бело-голубые водопады. Водопады расположены на севере штата Чьяпас, на границе муниципалитетов Чилон, Тумбала и Сальто-де-Агуа. Расстояние до города Паленке составляет 64 км, а до Окосинго — 60 км по шоссе 199 и 4 км по объездной дороге.

## Биоразнообразие
Согласно Национальной комиссии по изучению и использованию биоразнообразия (CONABIO), в зоне охраны флоры и фауны Водопады Агуа-Асуль обитает более 570 видов растений и животных, из которых 38 классифицируются как находящиеся под угрозой исчезновения согласно официальному стандарту Мексики NOM-059, а 7 являются экзотическими.